# Beddes
Beddes est une commune française située dans le département du Cher en région Centre-Val de Loire.

## Géographie
La commune est arrosée par la Sinaise et son affluent, le ruisseau de Charasse.

### Localisation
|                       | Maisonnais      | Le Châtelet    |
| Vicq-Exemplet (Indre) | Beddes          |                |
|                       | Châteaumeillant | Saint-Jeanvrin |

### Climat
Pour des articles plus généraux, voir Climat du Centre-Val de Loire et Climat du Cher.
En 2010, le climat de la commune est de type climat océanique dégradé des plaines du Centre et du Nord, selon une étude du CNRS s'appuyant sur une série de données couvrant la période 1971-2000. En 2020, Météo-France publie une typologie des climats de la France métropolitaine dans laquelle la commune est exposée à un climat océanique altéré et est dans la région climatique  Ouest et nord-ouest du Massif Central, caractérisée par une pluviométrie annuelle de 900 à 1 500 mm, maximale en automne et en hiver. 
Pour la période 1971-2000, la température annuelle moyenne est de 11,4 °C, avec une amplitude thermique annuelle de 15,3 °C. Le cumul annuel moyen de précipitations est de 785 mm, avec 11,5 jours de précipitations en janvier et 7,4 jours en juillet. Pour la période 1991-2020, la température moyenne annuelle observée sur la station météorologique la plus proche, située sur la commune de Châteaumeillant à 5 km à vol d'oiseau, est de 11,9 °C et le cumul annuel moyen de précipitations est de 799,3 mm,. Pour l'avenir, les paramètres climatiques de la commune estimés pour 2050 selon différents scénarios d'émission de gaz à effet de serre sont consultables sur un site dédié publié par Météo-France en novembre 2022.
| Mois                                  | jan.             | fév.            | mars          | avril         | mai           | juin          | jui.          | août           | sep.          | oct.            | nov.             | déc.          | année      |
| ------------------------------------- | ---------------- | --------------- | ------------- | ------------- | ------------- | ------------- | ------------- | -------------- | ------------- | --------------- | ---------------- | ------------- | ---------- |
| Température minimale moyenne (°C)     | 1,3              | 0,7             | 2,5           | 4,5           | 8,1           | 11,5          | 13,2          | 13,1           | 9,6           | 7,8             | 4,2              | 1,9           | 6,5        |
| Température moyenne (°C)              | 4,6              | 5               | 8             | 10,5          | 14,3          | 17,9          | 20            | 20             | 16,1          | 12,7            | 8                | 5,2           | 11,9       |
| Température maximale moyenne (°C)     | 8                | 9,4             | 13,4          | 16,6          | 20,4          | 24,3          | 26,9          | 26,9           | 22,6          | 17,6            | 11,9             | 8,5           | 17,2       |
| Record de froid (°C) date du record   | −20,9 16.01.1985 | −14,8 07.02.12  | −14 01.03.05  | −6,8 04.04.22 | −2 06.05.02   | 1,3 03.06.06  | 4,6 02.07.11  | 2,8 29.08.1998 | −3 27.09.1972 | −8,4 30.10.1997 | −11,1 22.11.1993 | −13 16.12.01  | −20,9 1985 |
| Record de chaleur (°C) date du record | 20,5 01.01.22    | 23,7 24.02.1990 | 25,8 16.03.12 | 30 30.04.05   | 34,2 27.05.05 | 40,2 27.06.11 | 41,2 23.07.19 | 41 06.08.03    | 38 06.09.23   | 33,9 02.10.23   | 27,1 08.11.15    | 25 04.12.1985 | 41,2 2019  |
| Précipitations (mm)                   | 64,3             | 52,9            | 51,9          | 68            | 84,3          | 68            | 65,7          | 60             | 70,8          | 73,8            | 71,4             | 68,2          | 799,3      |

## Urbanisme

### Typologie
Au 1er janvier 2024, Beddes est catégorisée commune rurale à habitat très dispersé, selon la nouvelle grille communale de densité à 7 niveaux définie par l'Insee en 2022.
Elle est située hors unité urbaine et hors attraction des villes,.

### Occupation des sols
L'occupation des sols de la commune, telle qu'elle ressort de la base de données européenne d’occupation biophysique des sols Corine Land Cover (CLC), est marquée par l'importance des territoires agricoles (98,7 % en 2018), une proportion identique à celle de 1990 (98,7 %). La répartition détaillée en 2018 est la suivante : 
prairies (49,8 %), terres arables (45,3 %), zones agricoles hétérogènes (3,5 %), forêts (1,3 %).
L'évolution de l’occupation des sols de la commune et de ses infrastructures peut être observée sur les différentes représentations cartographiques du territoire : la carte de Cassini (XVIIIe siècle), la carte d'état-major (1820-1866) et les cartes ou photos aériennes de l'IGN pour la période actuelle (1950 à aujourd'hui).

### Risques majeurs
Le territoire de la commune de Beddes est vulnérable à différents aléas naturels : météorologiques (tempête, orage, neige, grand froid, canicule ou sécheresse), mouvements de terrains et séisme (sismicité faible). Un site publié par le BRGM permet d'évaluer simplement et rapidement les risques d'un bien localisé soit par son adresse soit par le numéro de sa parcelle.

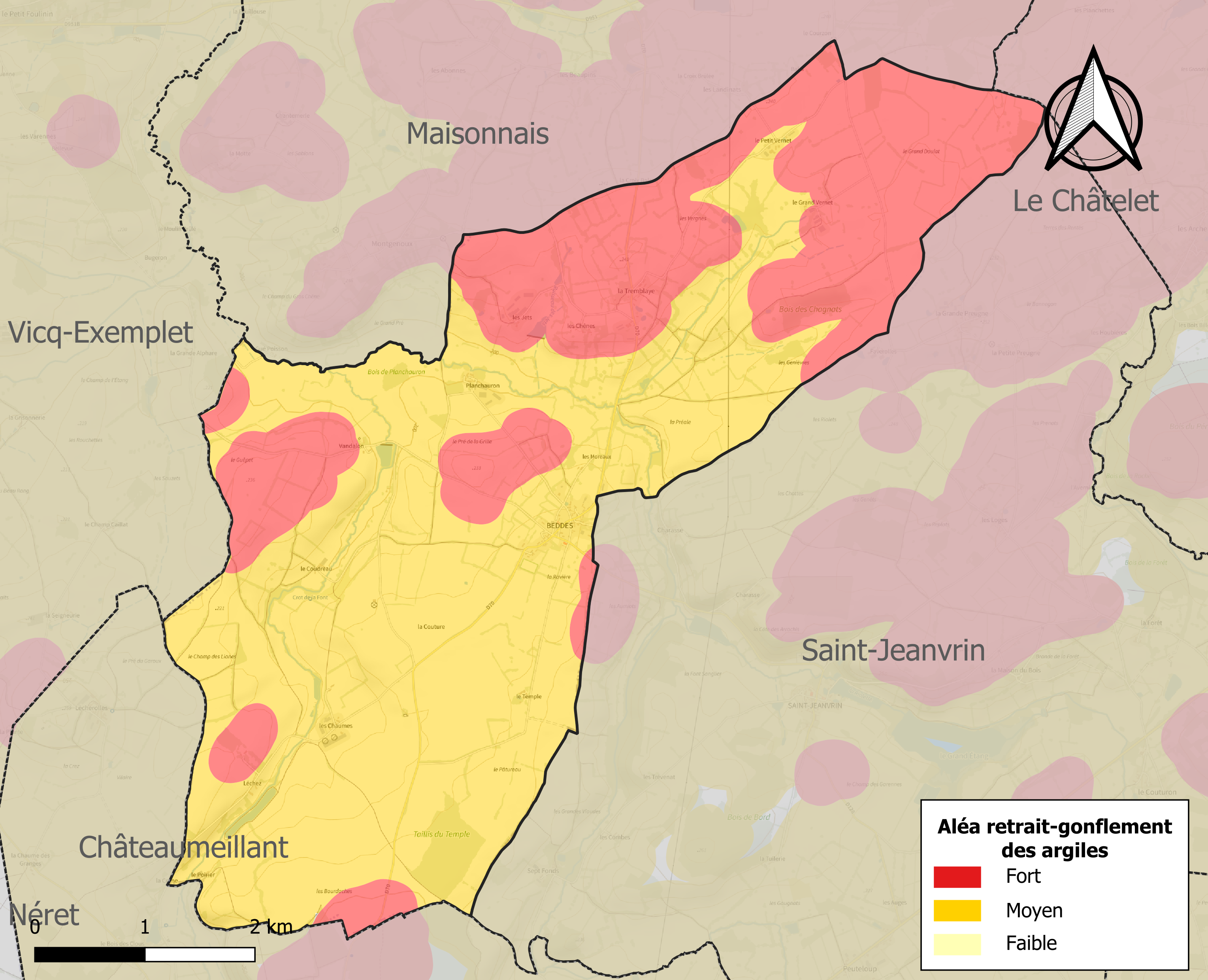
Carte des zones d'aléa retrait-gonflement des sols argileux de Beddes.

La commune est vulnérable au risque de mouvements de terrains constitué principalement du retrait-gonflement des sols argileux. Cet aléa est susceptible d'engendrer des dommages importants aux bâtiments en cas d’alternance de périodes de sécheresse et de pluie. La totalité de la commune est en aléa moyen ou fort (90 % au niveau départemental et 48,5 % au niveau national). Sur les 81 bâtiments dénombrés sur la commune en 2019, 81 sont en aléa moyen ou fort, soit 100 %, à comparer aux 83 % au niveau départemental et 54 % au niveau national. Une cartographie de l'exposition du territoire national au retrait gonflement des sols argileux est disponible sur le site du BRGM,.
Concernant les mouvements de terrains, la commune a été reconnue en état de catastrophe naturelle au titre des dommages causés par la sécheresse en 2011, 2016 et 2020 et par des mouvements de terrain en 1999.

## Histoire

### Les Templiers et les Hospitaliers
L'écart appelé « Le Temple », au sud du village, est une ancienne commanderie de l'ordre du Temple puis de l'Hôpital au sein de la Langue d'Auvergne. Cette commanderie est devenue par la suite un membre de la commanderie de Farges (Farges-Allichamps) tout comme celle de Riolat (Riollais) sur la commune de Vicq-Exemplet.

### Seconde Guerre mondiale
Le 17 septembre 1943, un parachutage allié a été opéré à Beddes.

## Politique et administration
| Période                                  | Période                   | Identité         | Étiquette | Qualité             |
| ---------------------------------------- | ------------------------- | ---------------- | --------- | ------------------- |
| Les données manquantes sont à compléter. |                           |                  |           |                     |
| mars 2001                                | 2014                      | Roland Errant    |           |                     |
| avril 2014                               | En cours (au 8 août 2020) | Fabrice Aupetit, | DVG       | agriculteur éleveur |

## Démographie
L'évolution du nombre d'habitants est connue à travers les recensements de la population effectués dans la commune depuis 1793. Pour les communes de moins de 10 000 habitants, une enquête de recensement portant sur toute la population est réalisée tous les cinq ans, les populations de référence des années intermédiaires étant quant à elles estimées par interpolation ou extrapolation. Pour la commune, le premier recensement exhaustif entrant dans le cadre du nouveau dispositif a été réalisé en 2008.

En 2022, la commune comptait 105 habitants, en évolution de +16,67 % par rapport à 2016 (Cher : −2,48 %, France hors Mayotte : +2,11 %).
| 1793 | 1800 | 1806 | 1821 | 1831 | 1836 | 1841 | 1846 | 1851 |
| ---- | ---- | ---- | ---- | ---- | ---- | ---- | ---- | ---- |
| 324  | 360  | 385  | 406  | 342  | 365  | 351  | 372  | 339  |

| 1856 | 1861 | 1866 | 1872 | 1876 | 1881 | 1886 | 1891 | 1896 |
| ---- | ---- | ---- | ---- | ---- | ---- | ---- | ---- | ---- |
| 321  | 322  | 333  | 332  | 357  | 327  | 321  | 352  | 347  |

| 1901 | 1906 | 1911 | 1921 | 1926 | 1931 | 1936 | 1946 | 1954 |
| ---- | ---- | ---- | ---- | ---- | ---- | ---- | ---- | ---- |
| 312  | 355  | 318  | 290  | 295  | 264  | 236  | 222  | 191  |

| 1962 | 1968 | 1975 | 1982 | 1990 | 1999 | 2006 | 2008 | 2013 |
| ---- | ---- | ---- | ---- | ---- | ---- | ---- | ---- | ---- |
| 160  | 152  | 136  | 125  | 111  | 94   | 96   | 96   | 86   |

| 2018 | 2022 | - | - | - | - | - | - | - |
| ---- | ---- | - | - | - | - | - | - | - |
| 96   | 105  | - | - | - | - | - | - | - |

## Économie

### Fromages
La commune se trouve dans l'aire géographique et dans la zone de production du lait, de fabrication et d'affinage du fromage Valençay.

## Culture locale et patrimoine

### Lieux et monuments
- L'église Saint-Mathurin est répertoriée dans l'Inventaire général du patrimoine culturel[25]. Elle est ornée d'un vitrail des ateliers Lorin de Chartres, dirigés au début du XXe siècle par Charles Lorin : cette baie axiale de l'abside représente saint Mathurin et saint Blaise[26].

### Personnalités liées à la commune

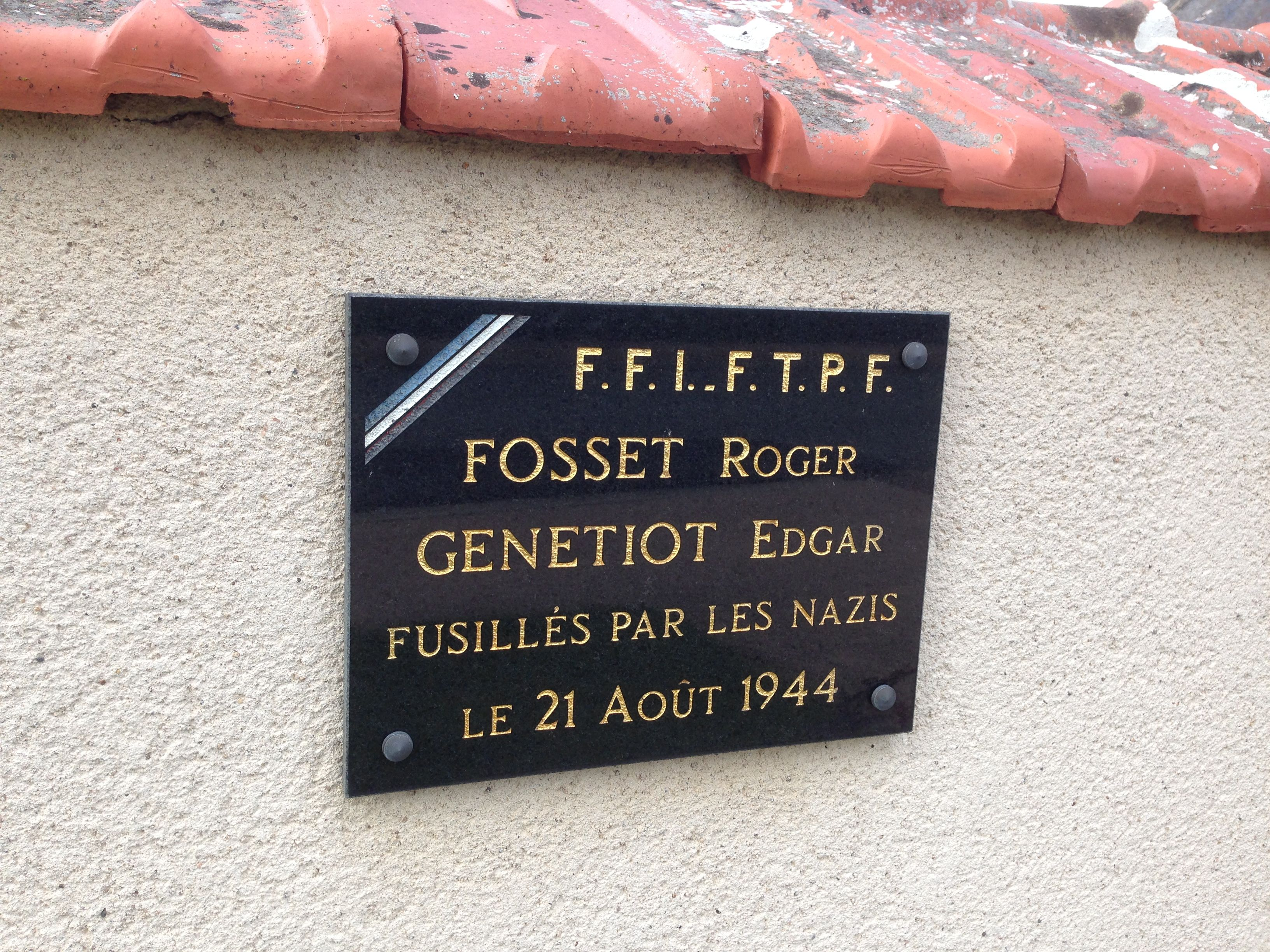
Plaque commémorant le 21 août 1944, près de l'église de Beddes.

Le 21 août 1944, deux partisans des Forces françaises de l'intérieur (FFI) sont tombés sous les balles des armées allemandes remontant vers le nord.